# Henryk Muszyński
Henryk Muszyński (Kościerzyna, 20 marzo 1933) è un arcivescovo cattolico polacco.

## Biografia
Henryk Muszyński è stato ordinato sacerdote il 28 aprile 1957. Papa Giovanni Paolo II lo nominò vescovo ausiliare di Chełmno il 23 febbraio 1985 e lo ha in pari tempo nominato vescovo titolare di Villa del Re. Il successivo 25 marzo il cardinale Józef Glemp lo ha consacrato vescovo.
Il 19 dicembre 1987 fu trasferito alla diocesi di Włocławek, dove rimase fino al 25 marzo 1992 quando papa Giovanni Paolo II lo nominò nuovo arcivescovo della sede primaziale polacca di Gniezno, a seguito della divisione delle arcidiocesi di Gniezno e Varsavia, fino allora unite in persona episcopi. Muszyński non è diventato automaticamente primate di Polonia in quanto per concessione speciale di papa Wojtyła il titolo è rimasto al cardinale Glemp fino a quando questi è stato arcivescovo di Varsavia. Anche dopo la fine del mandato, però, il nuovo papa Benedetto XVI ha concesso al cardinale Glemp di fregiarsi del titolo di primate fino al compimento dell'80º anno di età.
Il 18 dicembre 2009, giorno dell'80º compleanno del cardinale Glemp, Muszyński è divenuto primate di Polonia. L'8 maggio 2010 papa Benedetto XVI ha accettato la sua rinuncia al governo pastorale dell'arcidiocesi di Gniezno per raggiunti limiti d'età.

## Genealogia episcopale e successione apostolica
La genealogia episcopale è:
- Cardinale Scipione Rebiba
- Cardinale Giulio Antonio Santori
- Cardinale Girolamo Bernerio, O.P.
- Vescovo Claudio Rangoni
- Arcivescovo Wawrzyniec Gembicki
- Arcivescovo Jan Wężyk
- Vescovo Piotr Gembicki
- Vescovo Jan Gembicki
- Vescovo Bonawentura Madaliński
- Vescovo Jan Małachowski
- Arcivescovo Stanisław Szembek
- Vescovo Felicjan Konstanty Szaniawski
- Vescovo Andrzej Stanisław Załuski
- Arcivescovo Adam Ignacy Komorowski
- Arcivescovo Władysław Aleksander Łubieński
- Vescovo Andrzej Stanisław Młodziejowski
- Arcivescovo Kasper Kazimierz Cieciszowski
- Vescovo Franciszek Borgiasz Mackiewicz
- Vescovo Michał Piwnicki
- Arcivescovo Ignacy Ludwik Pawłowski
- Arcivescovo Kazimierz Roch Dmochowski
- Arcivescovo Wacław Żyliński
- Vescovo Aleksander Kazimierz Bereśniewicz
- Arcivescovo Szymon Marcin Kozłowski
- Vescovo Mečislovas Leonardas Paliulionis
- Arcivescovo Bolesław Hieronim Kłopotowski
- Arcivescovo Jerzy Józef Elizeusz Szembek
- Vescovo Stanisław Kazimierz Zdzitowiecki
- Cardinale Aleksander Kakowski
- Cardinale August Hlond, S.D.B.
- Cardinale Stefan Wyszyński
- Cardinale Józef Glemp
- Arcivescovo Henryk Józef Muszyński

La successione apostolica è:
- Vescovo Bronislaw Dembowski (1992)
- Arcivescovo Wojciech Polak (2003)